# Babylon A.D.
Babylon A.D. este un film postapocaliptic distopic franțuzesc în limba engleză din 2008 regizat de Mathieu Kassovitz. Rolurile principale au fost interpretate de actorii Vin Diesel,  Mélanie Thierry, Michelle Yeoh, Lambert Wilson și Mark Strong. Scenariul este bazat pe romanul din 1999, Babylon Babies, scris de Maurice G. Dantec. Este distribuit de 20th Century Fox. A avut premiera la 29 august 2008 și în România la 20 martie 2009.

## Prezentare
În viitorul apropiat, când lumea este devastată de război, anarhie, anomie și fundamentalism de orice tip, un mafiot pe nume Hugo Cornelius Gorsky îl angajează pe Toorop, un mercenar cinic și deziluzionat. Acesta are misiunea de a escorta din Mongolia la New York via Rusia o fată numită Aurora care trebuie să ajungă în mâinile unei secte bogate. Aurora este însoțită și de sora Rebeka. Dar, în timpul călătoriei, fata are un comportament din ce în ce ciudat și Toorop o suspectează că ascunde un secret care ar putea fi un virus periculos.

## Distribuție
- Vin Diesel ca Hugo Cornelius Toorop
- Mélanie Thierry ca Aurora
- Michelle Yeoh ca Sora Rebeka
- Lambert Wilson ca Dr. Arthur Darquandier
- Mark Strong ca Finn
- Jérôme Le Banner - Killa
- Charlotte Rampling ca Marea Preoteasă Noelite
- Gérard Depardieu ca Gorsky
- Joel Kirby ca medicul Newton
- Souleymane Dicko ca Jamal
- David Belle ca Hacker Kid
- Rudy Duong ca Parkour Stuntman
- Radek Bruna - Karl
- David Gasman ca cercetător al Noelite
- Lemmy Constantine ca director de marketing al Noelite

## Producție
Filmările au început în februarie 2007 la Barrandov Studios, iar în martie la Ostrava, în Republica Cehă. Cheltuielile de producție s-au ridicat la 70 de milioane $.

## Primire
Filmul, în general, nu a fost apreciat de către critici. Metacritic a acordat un rating de 26% pe baza a 15 recenzii. Rotten Tomatoes a dat filmului un rating de 6%  bazat pe 100 de recenzii (94 negative, 6 pozitive) cu consensul:  "Un film prost construit, cu un SF derivat, cu un scenariu slab și secvențe sărace de acțiune."

## Trivia
În acest film, tigrul siberian a dispărut în 2017 și este clonat.